# كاثرين هارينغتون
كاثرين هارينغتون (5 ديسمبر 1971) محامية فنزويلية شغلت منصب نائب المدعي العام بين عامي 2017 و2018. وهي معروفة بتوليها قضايا قانونية سياسية مهمة وكونها المدنية الوحيدة من بين سبعة مسؤولين تمت معاقبتهم خلال إدارة باراك أوباما من قبل السلطة التنفيذية. الأمر رقم 13692 في مارس 2015 بسبب انتهاكات حقوق الإنسان بين فبراير ومارس 2014.

## العقوبات
- في 27 مارس 2018: عاقبت بنما 55 موظفًا عامًا، من بينهم هارينغتون.[2][3][4]
- في 25 يونيو 2018: فرض الاتحاد الأوروبي عقوبات على أحد عشر مسؤولًا بما في ذلك هارينغتون، ردًا على الانتخابات الرئاسية الفنزويلية في مايو 2018.[5]
- في 10 يوليو 2018: تمت إضافة كاثرين هارينغتون من بين 11 فنزويليًا سبق أن فرض عليهم الاتحاد الأوروبي عقوبات في يونيو 2018 إلى قائمة عقوبات سويسرا.[6][7]
- تم فرض عقوبات على هارينغتون من قبل الحكومة الكندية في 15 أبريل 2019 بموجب قانون الإجراءات الاقتصادية الخاصة. وقال بيان الحكومة إن «العقوبات طالت كبار المسؤولين في نظام مادورو وحكام المناطق والأشخاص المتورطين بشكل مباشر في أنشطة تقوض المؤسسات الديمقراطية».[8]